# Kristina Astajova
Kristina Andreyevna Astajova (en ruso: Кристина Андреевна Астахова; Moscú, 25 de febrero de 1997) es una ex patinadora artística rusa. Junto con su compañero Alekséi Rogonov, fue medallista de plata en la Universiada de Invierno de 2015.

## Carrera
Al principio de su carrera, Astajova compitió con Nikita Bochkov. Ganaron la medalla de bronce en el Campeonato Juvenil Ruso de 2011 y fueron enviados al Campeonato Mundial Juvenil de 2011, donde terminaron séptimos.
En 2012, Astakhova se asoció con Maksim Kurdiukov. Compitieron juntos durante dos temporadas.

### Temporada 2014-2015
Para junio de 2014, formó pareja con Alekséi Rogonov, siendo dirigidos por Artur Dmitriyev. Astajova-Rogonov ganaron sus dos eventos de la ISU Challenger Series (CS) 2014-15, la CS Volvo Open Cup 2014 y el CS Giro de Oro de Zagreb 2014. Entre sus eventos de CS, obtuvieron el bronce en la Copa Rostelecom 2014. Obtuvieron el cuarto lugar en el Campeonato Ruso de 2015, ganaron la plata en la Universiada de Invierno de 2015 y quedaron décimos en el Campeonato Mundial de 2015, compitiendo en el lugar de Kséniya Stolbova y Fiódor Klímov, quienes se habían retirado.

### Temporada 2015-2016
Astajova-Rogonov comenzaron la temporada 2015-2016 en la Challenger Series y se llevaron la plata en el Trofeo Ondrej Nepela de 2015 detrás de Stolbova-Klímov. Compitiendo en la serie Grand Prix, ocuparon el séptimo puesto en el Skate America de 2015 y el quinto en la Copa de China de 2015. Después de ganar la plata en el Golden Spin de Zagreb de 2015, Astajova-Rogonov terminaron cuartos en el Campeonato de Rusia de 2016, por delante de Natalia Zabiyako y Aleksandr Énbert. Fueron seleccionados para competir en el Campeonato de Europa de 2016 después de que Stolbova-Klímov se retiraran debido a una lesión.

### Temporada 2016-2017
Astajova-Rogonov ganaron la medalla de plata en sus dos eventos de la ISU Challenger Series (CS) 2016-2017, el CS Trofeo de Finlandia de 2016 y el CS Giro de Oro de Zagreb 2016. Entre sus eventos de CS, participaron en dos competencias de Grand Prix. Se colocaron en sexto lugar en el Skate America de 2016, pero se llevaron la medalla de bronce en la Copa Rostelecom de 2016. Más tarde quedaron cuartos en el Campeonato Ruso de 2017.

### Temporada 2017-2018
Astajova-Rogonov comenzaron su temporada con la medalla de plata en su primer evento de la ISU Challenger Series 2017-2018, el CS Trofeo Ondrej Nepela de 2017. Luego terminaron quintos en el CS Trofeo de Finlandia de 2017. Compitiendo en la serie Grand Prix, ganaron dos medallas de bronce, primero en la Copa Rostelecom de 2017 y luego en el Trofeo NHK de 2017, donde obtuvieron su mejor puntuación personal de 203,64 puntos. Luego patinaron su tercer evento CS, el CS Giro de Oro de Zagreb de 2017, donde ganaron su segunda serie CS de plata de la temporada. En diciembre de 2017 ocuparon el cuarto lugar en el Campeonato de Rusia de 2018, siendo la cuarta vez consecutiva que ocuparon el cuarto lugar en el Campeonato Ruso.
La Federación Rusa de Patinaje Artístico anunció el 23 de enero de 2018 que Kséniya Stolbova no había sido invitada a los Juegos Olímpicos de 2018. Debido a esto, Astajova-Rogonov fueron enviados en su lugar. Astajova-Rogonov ocuparon el puesto 12 en los Juegos Olímpicos de Invierno de 2018. Más tarde ocuparon el octavo lugar en el Campeonato Mundial de 2018.

## Resultados
| Internacional               | Internacional | Internacional | Internacional | Internacional | Internacional | Internacional | Internacional |
| Evento                      | 2010-2011     | 2012-2013     | 2013-2014     | 2014-2015     | 2015-2016     | 2016-2017     | 2017-2018     |
| --------------------------- | ------------- | ------------- | ------------- | ------------- | ------------- | ------------- | ------------- |
| Olímpicos                   | -             | -             | -             | -             | -             | -             | 12            |
| Mundial                     | -             | -             | -             | 10            | -             | -             | 8             |
| Europeo                     | -             | -             | -             | -             | 7             | -             | -             |
| Copa de China               | -             | -             | -             | -             | 5             | -             | -             |
| Trofeo NHK                  | -             | -             | -             | -             | -             | -             | 3             |
| Copa Rostelecom             | -             | -             | -             | 3             | -             | 3             | 3             |
| Skate America               | -             | -             | -             | -             | 7             | 5             | -             |
| Trofeo de Finlandia         | -             | -             | -             | -             | -             | 2             | 5             |
| Giro de Oro                 | -             | -             | -             | 1             | 2             | 2             | 2             |
| Trofeo Nepela               | -             | -             | -             | -             | 2             | -             | 2             |
| Copa Volvo                  | -             | -             | -             | 1             | -             | -             | -             |
| Trofeo de Shanghái          | -             | -             | -             | -             | -             | -             | 4             |
| Universiadas                | -             | -             | -             | 2             | -             | -             | -             |
| Copa Abierta Volvo          | -             | -             | -             | 1             | -             | -             | -             |
| Estrella de Hielo           | -             | -             | 1             | -             | -             | -             | -             |
| Mundial Junior              | 7             | -             | -             | -             | -             | -             | -             |
| ISU Junior                  | 9             | -             | -             | -             | -             | -             | -             |
| Nacional                    |               |               |               |               |               |               |               |
| Campeonato Ruso             | -             | 10            | 9             | 4             | 4             | 4             | 4             |
| Campeonato Juvenil          | 3             | -             | -             | -             | -             | -             | -             |
| WD = Competición abandonada |               |               |               |               |               |               |               |